# 日奈久溫泉站
日奈久溫泉站（日语：／ Hinagu-Onsen eki */?）是位於熊本縣八代市日奈久鹽北町，肥薩橙鐵道線的車站。車站編號為OR03。
車站周邊為日奈久地區住宅區，以及為八代市少數觀光地點（日奈久溫泉街），因此上學客與觀光客也較多人使用。在國鐵、JR九州時代，部分特急列車停站。在肥薩橙鐵道接手後，移管除了部分臨時列車和貨物列車以外，所有班次均停站。為肥薩橙鐵道主要車站之一。

## 歷史
- 1923年（大正12年）7月15日 - 鐵道省肥薩線（第一代）開設日奈久站。當時為終點站。
- 1927年（昭和2年）10月17日 - 路線改名，成為鹿兒島本線車站。
- 1970年（昭和45年）9月1日 - 隨著引入CTC，成為業務委託車站。肥後高田站長廢止，由八代站的管理此站。
- 1975年（昭和50年）3月10日 - 隨著實施時間表修正，特急「有明」1往返班次開始停此站。
- 1987年（昭和62年）4月1日 - 伴隨國鐵分割民營化，車站由九州旅客鐵道（JR九州）營運。
- 2004年（平成16年）3月13日 - 九州新幹線鹿兒島中央站（當日由西鹿兒島站改名而成）至新八代站之間開業，使鹿兒島本線八代站至川內站之間的鐵路業務由肥薩橙鐵道繼承。同日改名為日奈久溫泉站。舊2號月台（中線）停止使用。
- 2019年（令和元年）10月1日 - 隨著引入車站編號，站名牌也更新。車站英文名由「Hinagu Onsen」改為「Hinagu-Onsen」。

## 車站構造
車站大樓是由日奈久地區的居民團體「日奈久女人會」管理，為有人車站。車站大樓是一座木造建築物。該大樓在1923年啟用時已經存在，車站大樓沒有經過翻，為肥薩橙鐵道最古老的車站大樓。由於此站為溫泉觀光勝地車站，因此設有大型候車室。車站職員除了處理車站業務外，也會成為日奈久溫泉街的觀光詢問業務。
車站月台設有2面3線的混合式月台。在鹿兒島本線時代，部分優等列車和於此站折返的數班列車會使用舊2號月台。但是，在2004年成為肥薩橙鐵道後，舊2號月台停止使用，該月台設有出發信號機。而實際上車站只剩下2面2線的單式月台（與佐敷站和折口站同樣）。廁所位於閘內和閘外。
在國鐵、JR九州時代的候車室內，曾設有行李櫃臺和Kiosk。商店當中還售賣車站便當。行李櫃臺於1986年，Kiosk在2004年轉讓至肥薩橙鐵道後關閉和撤走。在1975年至2004年之間為特急停車站。在國鐵時代設有綠色窗口和自動售票機。車站職員負責發售特急票、乘車票等售票業務。在轉讓至肥薩橙鐵道後，車站仍然為有人車站，還使用JR時代的售票櫃臺發售乘車票和定期票。
行李櫃臺現時被大型公告欄遮蓋，商店遺址變為自動販賣機處。
在成為肥薩橙鐵道之際，早上8時時段設有1班從八代出發的列車在此站折返。在2009年3月14日時間表修正後，該班次縮短至肥後高田折返，再沒有列車從此站出發。
- 櫃臺營業時間
  - 平日 8:00 - 15:45
  - 星期六與日 8:00 - 16:05

### 月台
| 月台 | 路線          | 上下行 | 方向                 | 備註                  |
| ---- | ------------- | ------ | -------------------- | --------------------- |
| 1    | ■肥薩橙鐵道線 | 上行   | 八代、新八代方向     |                       |
| 1・2 | ■肥薩橙鐵道線 | 下行   | 佐敷、水俁、出水方向 | 大部分列車使用1號月台 |

列車基本上使用車站大樓一方的1號月台（貨物、臨時列車除外），當發生列車交會時才會使用2號月台。

## 利用狀況
以下為1日平均乘車人次和上下車人次列表：
| 年度   | 1日平均 乘車人員 | 1日平均 上下車人次 |
| ------ | ---------------- | ------------------ |
| 2000年 | 136              | 280                |
| 2001年 | 124              | 258                |
| 2002年 | 118              | 245                |
| 2003年 | 121              | 250                |
| 2004年 | 80               | 169                |
| 2005年 | 71               | 149                |
| 2006年 | 64               | 133                |
| 2007年 | 59               | 126                |
| 2008年 | 56               | 119                |
| 2009年 | 60               | 126                |
| 2010年 | 67               | 139                |
| 2011年 | 53               | 107                |
| 2012年 | 52               | 117                |
| 2013年 | 54               | 121                |
| 2014年 | 64               | 131                |
| 2015年 | 61               | 124                |
| 2016年 | 71               | 137                |
| 2017年 | 55               | 108                |

## 車站周邊
車站周邊設有住宅區和商店區。車站南邊為日奈久溫泉街，當中溫泉設施、旅館、商店、住宅等密集建築物。
另外，在國道上設有產交巴士日奈久站前巴士站，設有巴士路線前往八代站方向和日奈久溫泉、二見方向。
- 國道3號
- 日奈久溫泉
- 八代市政廳日奈久出張所
- 日奈久郵局
- 日本中央競馬會 (JRA) Winds八代（日语：ウインズ八代）

曾經在站前設有連接溫泉街的直行馬車列車。此馬車是日奈久溫泉的著名特色，一直以來受到當地人與觀光客的歡迎，但是該服務於1984年廢止。在營業末期，只在星期六、假日、觀光季節時，並配合特急列車停站時間安排馬車運行。在國鐵、JR時代中（2004年前），車站印章是「帶有懷舊馬車的車站　鹿兒島本線日奈久站」。該馬車在肥薩橙鐵道移管後，為了吸引觀光客前往溫泉，八代市議會與商會計劃把馬車服務重新運行，但是至今還未有正式重新營運。詳細參閱日奈久溫泉。

## 巴士路線
日奈久溫泉站前 - 在站前國道3號線上。
- 產交巴士（日语：九州産交バス）
  - １１：八代市政廳前（經八代站、出町）
  - １２：八代市政廳前（經高田站前、八代站前、袋町）
  - １３・１４：八代市政廳前（經金剛、植柳）
  - １１：道之驛田之浦（日语：道の駅たのうら）（經君淵、赤松）
  - １３：大門瀨（經君淵、下大野）
  - １２・１４：日奈久下西町（只於平日與年初年尾運行）
  - １２・１４：Winds八代（日语：ウインズ八代）（只於星期六、日及假日運行）

## 相鄰車站
肥薩橙鐵道
■肥薩橙鐵道線
- ■觀光列車「橙食堂」停車站

■快速「超級橙」（只於星期六日運行）
八代（OR01）－日奈久溫泉（OR03）－佐敷（OR09）
■快速「快速海洋快車薩摩」（只限4號停站）（只於星期六日運行）、■普通
肥後高田（OR02）－日奈久溫泉（OR03）－肥後二見（OR04）

## 注腳
1. ↑  八代市統計年鑑
2. ↑  《目で見る八代・水俣・芦北の100年》鄉土出版社，2001年發行）

## 外部連結
- 日奈久溫泉站（各站資訊） （页面存档备份，存于） - 肥薩橙鐵道